# Kalinowiec (Węgrów)
Pour les articles homonymes, voir Kalinowiec.
Kalinowiec (prononciation : [kaliˈnɔvjɛt͡s]) est un village de polonais, situé dans la gmina de Łochów de la Powiat de Węgrów et dans la voïvodie de Mazovie dans le centre-est de la Pologne.
Il se situe à environ 11 kilomètres au sud-est de Łochów, 15 kilomètres au nord-ouest de Węgrów et à 65 kilomètres au nord-est de Varsovie.